# Agapetus adejensis
Agapetus adejensis är en nattsländeart som beskrevs av Günther Enderlein 1929. Agapetus adejensis ingår i släktet Agapetus och familjen stenhusnattsländor. Inga underarter finns listade i Catalogue of Life.